# Tom Jones (ca sĩ)
Sir Thomas John Woodward, OBE (sinh ngày 7 tháng 6 năm 1940), được biết đến với nghệ danh của ông là Tom Jones, là một ca sĩ nổi tiếng của xứ Wales. Tom Jones thu hút được sự chú ý đặc biệt của thính giả vì chất giọng mạnh mẽ của mình. Kể từ giữa những năm 1960, Tom Jones đã trình bày các bài hát của mình ở gần như tất cả các thể loại âm nhạc nổi tiếng như pop, rock, R&B, nhạc đồng quê, techno, nhạc soul và gospel. Từ năm 1965 đến nay, đã có hơn 100 triệu bản thu âm của ông được tiêu thụ.

## Thời trẻ
Tom Jones sinh tại số 57 Kingsland Terrace ở Treforest, Pontypridd, miền nam xứ Wales. Cha mẹ ông là Thomas Woodward, một công nhân mỏ than (đã mất ngày 5 tháng 10 năm 1981) và Freda Jones (mất ngày 7 tháng 2 năm 2003). Ông bắt đầu ca hát từ khi còn nhỏ, thường biểu diễn trong các cuộc gặp mặt gia đình, trong các đám cưới và trong dàn đồng ca của trường.
Jones mắc chứng khó đọc, ông không thích học hay chơi thể thao mà chỉ trở nên tự tin nhờ tài năng ca hát của mình. Năm 12 tuổi, ông bị bệnh lao, việc này khiến ông không thể làm việc trong mỏ than cùng với người anh trai. Sau này, ông nhớ lại: "Tôi đã mất hai năm nằm trên giường chờ bình phục. Đó là thời gian tồi tệ nhất của cuộc đời tôi."

## Sách đọc thêm
- Bert Schwartz: "Tom Jones" (Grosset & Dunlap, New York City, 1969) 76-103307
- Peter Jones: "Tom Jones: Biography of a Great Star" (Avon Publishing, 1970 (1st edition), 1971)
- Colin MacFarlane: "Tom Jones: The Boy from Nowhere" (W.H. Allen, London, 1988 St Martins Press, New York) ISBN 0-491-03118-1
- Stafford Hildred & David Gritten: "Tom Jones: A Biography" (Isis Large Print Books, April 1991) ISBN 1-85089-486-8
- Roger St. Pierre: "Tom Jones — Quote Unquote" (Parragon Book Service, LTD. publishers, Great Britain, 1996) ISBN 0-7525-1696-5
- Stafford Hildred & David Gritten: "Tom Jones: A Biography" (revised edition '98) (Sidgwick & Jackson, 1998 an imprint of Macmillan Publishers Ltd) ISBN 0-283-06312-2
- Chris Roberts: "Tom Jones" (1st edition) (Virgin Books, 1999 an imprint of Virgin Publishing Limited) ISBN 1-85227-846-3
- Lucy Ellis, Bryony Sutherland: "Tom Jones: Close Up" (Omnibus Press, 2000) ISBN 0-7119-7549-3 (Hc) ISBN 0-7119-8645-2 (Pb)
- Robin Eggar: "Tom Jones — The Biography" (1st edition) (Headline Book Publishing, 2000) ISBN 0-7472-7578-5